# East Side Story (film)
East Side Story – amerykański niezależny film fabularny z 2006 roku, wyprodukowany, napisany i wyreżyserowany przez Carlosa Portugala, z René Alvaradorem, Steve'em Callahanem oraz Gladys Jimenez obsadzonymi w rolach głównych. Fabuła filmu skupia się na losach Diego Camposa, młodego Latynosa-homoseksualisty, oraz jego relacjach z rodziną, byłym partnerem, pracodawcą i sąsiadem, w którym się zakochuje.

## Obsada
- René Alvarado − Diego Campos
- Steve Callahan − Wesley Henderson
- Gladys Jimenez − Bianca Campos, ciotka Diego
- David Berón − Pablo Morales, były partner Diego
- Irene DeBari − Sara Campos, babcia Diego
- Cory Alan Schneider − Jonathon Webber, partner Wesleya
- Luis Accinelli − Don Rogelio
- Yelyna De Leon − Tiffany
- Luis Raúl − Salvador
- Ruben Rabasa − Efrain Morales, ojciec Pablo
- Andrea Levin Zafra − Janice Morales, matka Pablo
- Cris Franco − pan Martinez
- Michael Cormier − Dan
- Jason Kordelos − Lowell
- Michael Cassidy − Dennis
- Martin Morales − Luis

## Festiwale filmowe
Film zaprezentowano podczas następujących festiwali filmowych:
- 2006: Stany Zjednoczone − Newfest Film Festival
- 2007: Stany Zjednoczone − Cleveland International Film Festival
- 2008: Francja − Grenoble Gay and Lesbian Film Festival
- 2008: Węgry − Budapest Lesbian and Gay Film Festival

## Nagrody i wyróżnienia
- 2009, GLAAD Media Awards:
  - nagroda GLAAD Media w kategorii wybitny film wyemitowany przez telewizję